# (34) Circe
(34) Circe – planetoida z grupy pasa głównego planetoid okrążająca Słońce w ciągu 4 lat i 146 dni w średniej odległości 2,69 j.a. Została odkryta 6 kwietnia 1855 roku w Paryżu przez Jeana Chacornaca. Jej nazwa pochodzi od czarodziejki Kirke w mitologii greckiej.